# لويس كروز (لاعب كرة قدم)
لويس كروز (بالإسبانية: Luis Alberto Cruz)‏ (28 أبريل 1925 بمونتفيدو في الأوروغواي - 1 يناير 1998 في الأوروغواي) هو لاعب كرة قدم أوروغواني في مركز الوسط، شارك في كأس العالم 1954 وكأس أمريكا الجنوبية 1953 وكأس أمريكا الجنوبية 1955. وشارك مع منتخب الأوروغواي لكرة القدم. أما مع النوادي، فقد لعب مع مونتيفيديو واندررز وناسيونال مونتيفيديو.

## وصلات خارجية
- لويس كروز على موقع الاتحاد الدولي (مؤرشف)  (الإنجليزية)
- لويس كروز على موقع قاعدة بيانات كرة القدم.إي يو (الإنجليزية)
- لويس كروز على موقع ناشيونال فوتبول تيمز (الإنجليزية)
- لويس كروز على موقع Soccerway.com (الإنجليزية)
- لويس كروز على موقع عالم كرة القدم.نت (الإنجليزية)